# خانم مینی‌ور
خانم مینی‌وِر (به انگلیسی: Mrs. Miniver) فیلمی محصول سال ۱۹۴۲ ایالات متحدهٔ آمریکا به کارگردانی ویلیام وایلر با بازی گریر گارسون و والتر پیجن.

## خلاصهٔ داستان
طی جنگ جهانی دوم، خانواده‌ای از طبقهٔ متوسط انگلستان با جلوه‌های مختلف جنگ روبرو می‌شوند. مادر خانواده، «خانم مینی‌وِر» (گارسون) آنچه را یک عمر دوست می‌داشته از دست می‌دهد، پسر بزرگ‌تر به خدمت نیروی هوایی درمی‌آید و پدر (پیجن) در تخلیهٔ دانکرک، با قایق تفریحی‌اش به کمک آنان می‌رود…
٭ دومین فیلم آمریکایی (پس از دیکتاتور بزرگ چارلی چاپلین) که به جنگ در «اروپای دوردست» می‌پردازد و هم‌سویی با تلاش‌های نظامی علیه تجاوزهای نیروهای آلمانی را بازتاب می‌دهد. وایلر سعی می‌کند تا تأثیر جنگ بر مردم عادی را از منظر خود آنان روایت کند. جنگ برای مادر (قهرمان داستان) ابتدا یعنی وداع با گل‌های رز باغچه؛ و وایلر این را با رئالیسم پذیرفته‌شده در چارچوب قراردادهای موجود در یک ملودرام، با مهارت به‌تصویر می‌کشد. اما در شیوهٔ فیلم‌ساز و از دیدگاه دراماتیک، این فیلم جنگی به یک نتیجه‌گیری خوش‌بینانه ـ مثل فیلم‌های فرانک کاپرا ـ می‌رسد. دنبالهٔ آن با نام داستان مینی‌وِر (هـ.ک. پاتر، ۱۹۵۰) ساخته می‌شود.

## بازیگران
- گریر گارسون در نقش کی مینی‌وِر
- والتر پیجن در نقش کلم مینی‌وِر
- می ویتی در نقش لیدی بلدون
- ترزا رایت در نقش کارول بلدون
- بیلی اِنگِل
- ورنان استیل

## اطلاعات جانبی
- مکان‌های فیلمبرداری: استودیوی مترو گلدوین مایر و کولور سیتی، کالیفرنیا
- مدت فیلمبرداری: نوامبر ۱۹۴۱–۱ آوریل ۱۹۴۲

## نامزدی‌ها و جوایز
خانم مینی‌وِر در سال ۱۹۴۳ برندهٔ ۶ جایزهٔ اسکار شد:
| جایزه                                       | نتیجه    | نامزدی                                            |
| ------------------------------------------- | -------- | ------------------------------------------------- |
| بهترین فیلم                                 | برنده    | مترو گلدوین مایر                                  |
| بهترین کارگردانی                            | برنده    | ویلیام وایلر                                      |
| بهترین بازیگر نقش اول مرد                   | نامزدشده | والتر پیجن                                        |
| بهترین بازیگر نقش اول زن                    | برنده    | گریر گارسون                                       |
| بهترین فیلم‌نامه اقتباسی                     | برنده    | جرج فروشل، جیمز هیلتون، کلادین وست، آرتور ویمپریس |
| بهترین بازیگر نقش مکمل مرد                  | نامزدشده | هنری تراورز                                       |
| بهترین بازیگر نقش مکمل زن                   | برنده    | ترزا رایت                                         |
| بهترین بازیگر نقش مکمل زن                   | نامزدشده | می ویتی                                           |
| جایزه اسکار بهترین فیلمبرداری (سیاه و سفید) | برنده    | جوزف روتنبرگ                                      |
| بهترین جلوه‌های بصری                         | نامزدشده | ای. آرنولد گیلسپی وارن نیوکام داگلاس شیرر         |
| بهترین تدوین فیلم                           | نامزدشده | هارولد اف کرس                                     |
| بهترین صدابرداری                            | نامزدشده | داگلاس شیرر                                       |